# دیرک تایسمن
دیرک تایسمن (آلمانی: Dirk Theismann؛ زادهٔ ۸ ژوئن ۱۹۶۳) بازیکن واترپلو اهل آلمان بود.